# Томас Ринкон
Томас Едуардо Ринкон Ернандес (на испански: Tomás Eduardo Rincón Hernández) е венецуелски футболист, роден на 13 юнуари 1988 г. в Сан Кристобал. Играе за бразилския отбор Сантош.

## Клубна кариера
Ринкон започва да тренира в ДЮШ на Унион Атлетико. През януари 2007 г. се присъединява към отбора на ФК Замора. През юли 2008 г. преминава в Депортиво Тачира, където става шампион. На 30 януари 2009 г. е пратен под наем в Хамбургер до началото на 2010 г. В първия си полусезон в отбора от Хамбург изиграва общо 4 мача - един за първенство, един за Купата на Германия и два за Купата на УЕФА.

## Успехи
Депортиво Тачира
- Шампион – 2008

 Ювентус
- Серия А – 2016/17
- Купа на Италия – 2017